# Viviane Senna
Viviane Senna  Lalli (São Paulo, Brasil, 14 de junio de 1957) es una empresaria brasileña. Es presidenta de la Fundación Ayrton Senna, que se inauguró en Londres (Reino Unido) en junio de 1994 y también del Instituto Ayrton Senna, con sede en San Paulo desde noviembre de 1994. Es hermana del piloto de automovilismo y triple campeón del mundo de Fórmula 1 Ayrton Senna (1960-1994) y madre del piloto Bruno Senna.

## Biografía
Hija de Milton Teodoro Guirado da Silva y Neide Senna da Silva.
En 1979 se graduó en la carrera de Psicología de la Pontificia Universidad Católica de São Paulo.
Se especializó en psicología junguiana en el Instituto Sede Sapientiaes de la Pontificia Universidad Católica. Trabajó en el área de psicología clínica como psicoterapeuta para adultos y niños y también como grupos de capacitación de supervisores y perfeccionamiento de psicoterapeutas.
También coordinó grupos de estudio de psicología profunda (propugnada por Carl Gustav Jung).
Es miembro de los siguientes consejos y comités:
- Consejo para el Desarrollo Económico y Social (CDES).
- Consejo Asesor del Banco Febraban.
- Consejo Asesor del Banco Citibank.
- Comité de Dirección del Banco Itaú.
- Comité de Inversión Social del Unibanco.
- Consejo de Administración del Banco Santander.
- Junta de Educación del CNI.
- Junta de Educación del FIESP.
- Consejo de Energías de Brasil (EDP).
- ADVB.
- World Trade Center (WTC).
- Educación para Todos.

Recibió el premio Grand Prix 2012 BNP Paribas, que reconoce a los líderes mundiales en el área de inversión social.
Fue nombrada uno de los Líderes para el Nuevo Milenio de CNN/Revista Time.
Es el único miembro brasileño del grupo Amigos Adultos del Premio de los Niños del Mundo junto con Nelson Mandela (expresidente de Sudáfrica), Silvia Renate Sommerlath (esposa del rey de Suecia), y José Ramos Horta (premio Nobel de la Paz), entre otros.

## Empresaria[1]

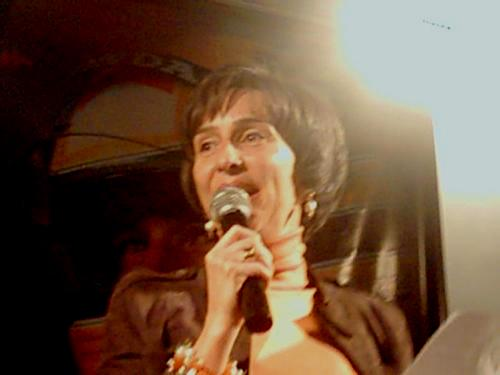
Viviana Senna, presidenta del Instituto Ayrton Senna, durante un taller en Brasilia en 2006.

Viviane Senna administra las regalías de la marca Senna, que con su personaje Senninha (basado en el piloto fallecido) se ha reproducido en más de 200 productos populares, desde bicicletas a patatas fritas.
Ayrton Senna Promoções
- En 1998, su volumen de negocios era de 300 millones de dólares al año.

Senna Import
- Distribuidora de automóviles Audi

Frei Caneca
- Concesionaria Ford

De Longhi do Brasil
- Compañía importadora de electrodomésticos

Sent Telecom
- Proveedora de servicios telefónicos

Instituto Ayrton Senna
Volumen de negocios de 41 millones de reales
Licencias (1995-1998).
- Senninha (personaje basado en Ayrton Senna, lanzado en enero de 1994; cuenta con unos 200 productos con licencia de 45 empresas
- Imagen (videos, libros, cederrones de Ayrton Senna, etc.).
- Marca Senna
  - Bolígrafos Montegrappa, fabricados en Italia (850 a 4200 reales cada uno).
  - Barcos para alta mar, fabricados en Italia (precio: 640.000 reales).
  - Relojes Universal Genève, fabricados en Suiza (precio: 1000 reales).
  - Bicicletas Carraro, fabricadas en Italia (precio: 3000 a 15 000 reales).
  - Motos Ducati, fabricadas en Italia (precio: 42 500 reales).
  - Gafas de titanio bañado en oro (precio: 350 reales).

Socios estratégicos
Volumen de negocios de 27 millones de reales
- Antárctica
- Brastemp
- Compaq
- Audi
- BNDES
- Credicard
- Petrobrás
- MEC
- Sesi
- Herbalife
- Mattel
- Unicef
- Unesco
- Fundación Odebrecht
- Fundación Orsa

## Empresaria

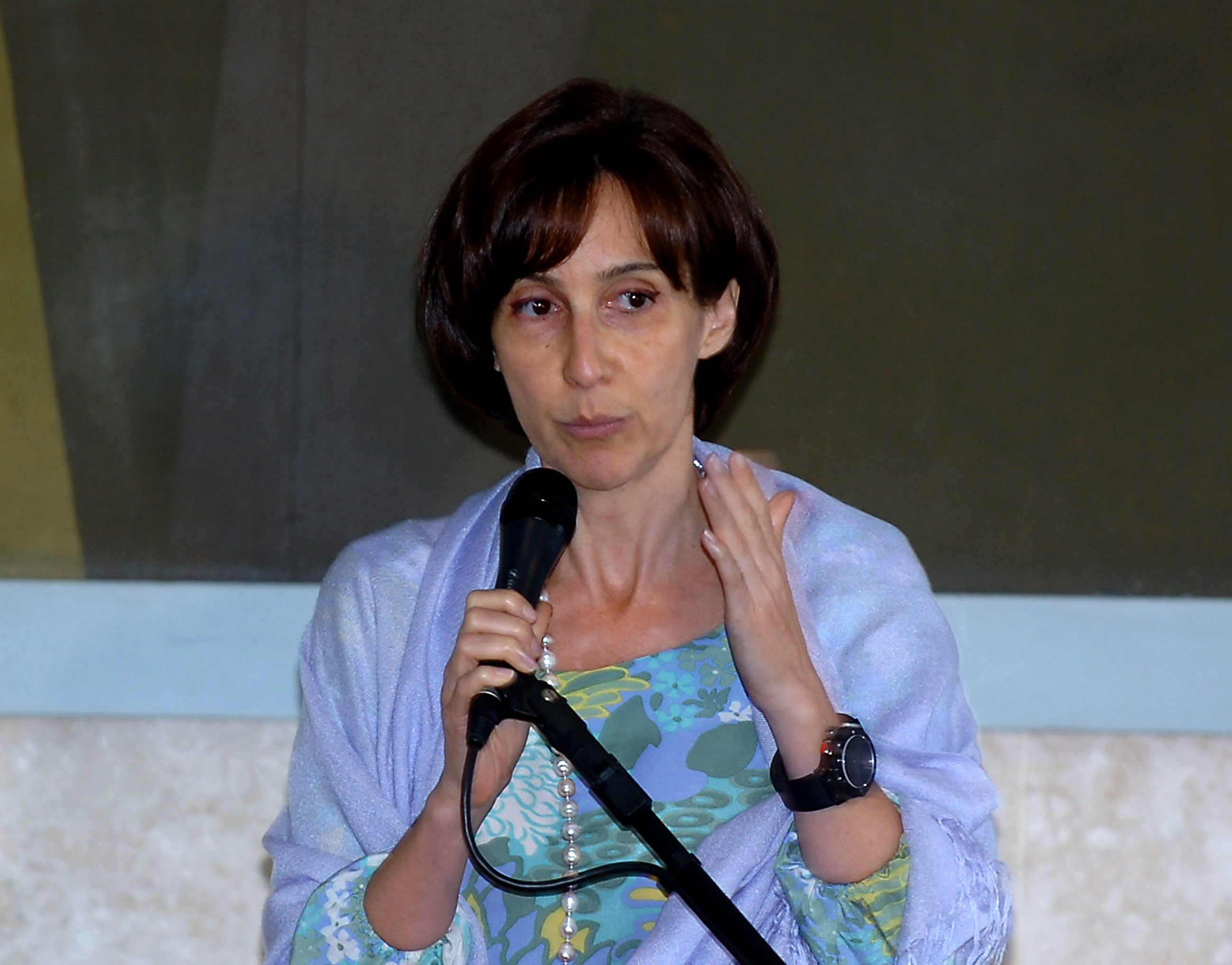
Viviane Senna, presidenta del Instituto Ayrton Senna, participa de la 24.ª reunión plenaria del CDES (Consejo de Desarrollo Económico y Social), en el Palacio del Planalto (Brasilia), en 2007.

## Polémica
Viviane Senna saltó a los medios cuando en el velatorio de su hermano Ayrton expulsó de la familia (y la herencia) de Ayrton Senna a Adriane Galisteu (que era la novia de Ayrton Senna en el momento de su muerte) y apoyar en cambio la imagen de la presentadora de televisión Xuxa (que varios años antes había tenido un corto romance con el piloto). La empresaria nunca se pronunció al respecto.

## Vida privada
Es madre de tres hijos: Bruno Senna (piloto de Fórmula 1), Bianca Senna (quien ―junto con Chris Goodwin― es la mánager de su hermano) y Paula Senna.
Su esposo Flávio Pereira Lalli falleció el 24 de febrero de 1996 en un accidente de motocicleta.

## Filmografía[8]
- 1998: A Star Named Ayrton Senna (documental), como ella misma.
- 2004: The Right to Win (documental), como ella misma.
- 2010: Show Business (TV series), como ella misma.f
- 2010: Senna (documental), como ella misma.
- 2012: Na Moral (serie de televisión), episodio 1.9, como ella misma.